# Metlika (Bułgaria)
Metlika (bułg. Метлика) – wieś w Bułgarii, w obwodzie Kyrdżali, w gminie Krumowgrad. W 2023 roku liczyła 111 mieszkańców.